# Illice packardi
Illice packardi är en fjärilsart som beskrevs av Augustus Radcliffe Grote 1863. Illice packardi ingår i släktet Illice och familjen björnspinnare. Inga underarter finns listade i Catalogue of Life.